# Georgios Babiniotis
 Georgios Babiniotis (řecky Γεώργιος Μπαμπινιώτης; * 6. ledna 1939 Athény) je řecký lingvista a filolog a bývalý ministr školství a náboženských záležitostí v Řecku. Předtím působil jako rektor Athénské univerzity. Jako lingvista je nejlépe známý jako autor slovníku novořečtiny (Λεξικό της νέας ελληνικής γλώσσας), který byl vydán v roce 1998.

## Životopis
Narodil se v Aténách v roce 1939. Vystudoval gymnázium a pak studoval filologii na jazykovědné škole. V roce 1962 získal titul a pokračoval ve studiích v Řecku a Německu. Před 35. narozeninami se stal řádným profesorem lingvistiky na Athénské univerzitě. V roce 1991 byl zvolen prezidentem filologické sekce a v roce 2000 byl zvolen rektorem Aténské univerzity; tuto funkci zastával až do roku 2006. Je také prezident společnosti Φιλεκπαιδευτική Εταιρεία Αρσακείων - Τοσιτσείων Σχολείων, předseda řídící rady Nadace řecké civilizace (Ίδρυμα Ελληνικού Πολιτισμού) a prezident Athénské lingvistické společnosti (Γλωσσική Εταιρεία των Αθηνών). V roce 2009 byl přidělen jako manažer rady pro primární a sekundární vzdělávání (Συμβούλιο Πρωτοβάθμιας και Δευτεροβάθμιας Εκπαίδευσης) a pracuje na změnách systému řeckých středních škol. Píše články pro deník To Vima a byl také vědecký poradce pro řecké veřejné televizní stanice. Řídí lexikologické centrum (Κέντρο Λεξικολογίας).
Dne 7. března 2012 byl jmenován ministrem školství a náboženských záležitostí v koaličním kabinetu premiéra Lucase Papademose; místo zastával až do 17. května 2012.

## Dílo
- Historická mluvnice starořeckého jazyka, 1985
- Jazyk jako hodnota. Atény, Gutenberg, 1999